# Hadalkerehalli, Sakleshpur
Hadalkerehalli là một làng thuộc tehsil Sakleshpur, huyện Hassan, bang Karnataka, Ấn Độ.